# Добротинска чешма
Добротинската чешма е военен паметник чешма, разположена на малък площад в село Добротино на Републикански път III-198 (Гоце Делчев – Петрич – ГКПП Златарево). Изградена е през 1944 година от 17-а трудова дружина и Неврокопската градска община. Посветена е на загиналите във войните от 1912 – 1918 година от селото.